# 모리 모토아키라
모리 모토아키라(毛利 元昭)는 메이지 시대의 화족, 귀족원 의원이다. 모리 종가의 제29대 당주. 작위는 공작. 조슈번 마지막 번주였던 모리 모토노리(毛利元徳)의 장남.

## 등장작품

### TV 드라마

#### NHK 대하드라마
- 꽃 타오르다 (2015년) - 이타가키 미즈키

| 전임 모리 모토노리 | 제2대 모리 공작가(종가) 당주 1896년 ~ 1938년 | 후임 모리 모토미치 |